# 漢考克斯山
72°38′S 166°59′E / 72.633°S 166.983°E
漢考克斯山（Mount Hancox），是南極洲的山峰，位於維多利亞地的博克格雷溫克海岸，處於伯頓山東南面11公里的馬爾塔高原北側，海拔高度3,245米，現時由南極條約體系管理。